# Campionati mondiali di karate 2021
I campionati mondiali di karate 2021 si sono svolti dal 16 novembre al 21 novembre 2021, presso l'Hamdan Sports Complex di Dubai, negli Emirati Arabi Uniti. Sono stati la 25ª edizione organizzata dalla World Karate Federation (WKF).
A causa della squalifica per doping di Stato in Russia, gli atleti russi hanno partecipato alla competizione per la Federazione russa di karate, sotto la sigla RKF (Russian Karate Federation). Durante le cerimonie non è stato eseguito l'inno nazionale russo, né esibita la bandiera.

## Podi

### Uomini
| Specialità                  | Oro                                            | Argento                                           | Bronzo                                                |
| Kata individuale (dettagli) | Ryo Kiyuna (JPN)                               | Damián Quintero (ESP)                             | Mattia Busato (ITA)                                   |
| Kata individuale (dettagli) | Ryo Kiyuna (JPN)                               | Damián Quintero (ESP)                             | Ali Sofuoğlu (TUR)                                    |
| Kata a squadre (dettagli)   | Giappone Koji Arimoto Kazumasa Moto Ryuji Moto | Spagna Sergio Galán Alejandro Manzana Raúl Martín | Italia Mattia Busato Gianluca Gallo Alessandro Iodice |
| Kata a squadre (dettagli)   | Giappone Koji Arimoto Kazumasa Moto Ryuji Moto | Spagna Sergio Galán Alejandro Manzana Raúl Martín | Turchia Emre Vefa Göktaş Enes Özdemir Ali Sofuoğlu    |
| Kumite −60 kg (dettagli)    | Douglas Brose (BRA)                            | Angelo Crescenzo (ITA)                            | Abdelali Jina (MAR)                                   |
| Kumite −60 kg (dettagli)    | Douglas Brose (BRA)                            | Angelo Crescenzo (ITA)                            | Iurik Ogannisian Russian Karate Federation            |
| Kumite −67 kg (dettagli)    | Steven Da Costa (FRA)                          | Emil Pavlov (MKD)                                 | Ali El-Sawy (EGY)                                     |
| Kumite −67 kg (dettagli)    | Steven Da Costa (FRA)                          | Emil Pavlov (MKD)                                 | Soichiro Nakano (JPN)                                 |
| Kumite −75 kg (dettagli)    | Dastonbek Otabolaev (UZB)                      | Abdalla Abdelaziz (EGY)                           | Nurkanat Azhikanov (KAZ)                              |
| Kumite −75 kg (dettagli)    | Dastonbek Otabolaev (UZB)                      | Abdalla Abdelaziz (EGY)                           | Thomas Scott (USA)                                    |
| Kumite −84 kg (dettagli)    | Youssef Badawy (EGY)                           | Fabián Huaiquimán (CHI)                           | Yuta Mori (JPN)                                       |
| Kumite −84 kg (dettagli)    | Youssef Badawy (EGY)                           | Fabián Huaiquimán (CHI)                           | Jessie Da Costa (FRA)                                 |
| Kumite +84 kg (dettagli)    | Gogita Arkania (GEO)                           | Simone Marino (ITA)                               | Anđelo Kvesić (CRO)                                   |
| Kumite +84 kg (dettagli)    | Gogita Arkania (GEO)                           | Simone Marino (ITA)                               | Asiman Gurbanli (AZE)                                 |
| Kumite a squadre (dettagli) | Italia                                         | Serbia                                            | Kazakistan                                            |
| Kumite a squadre (dettagli) | Italia                                         | Serbia                                            | Azerbaigian                                           |

### Donne
| Specialità                  | Oro                                                | Argento                                       | Bronzo                                                   |
| Kata individuale (dettagli) | Sandra Sánchez (ESP)                               | Hikaru Ono (JPN)                              | Grace Lau (HKG)                                          |
| Kata individuale (dettagli) | Sandra Sánchez (ESP)                               | Hikaru Ono (JPN)                              | Viviana Bottaro (ITA)                                    |
| Kata a squadre (dettagli)   | Giappone Saori Ishibashi Sae Taira Misaki Yabumoto | Spagna María López Lidia Rodríguez Raquel Roy | Egitto Noha Amr Antar Aya Hesham Asmaa Mahmoud           |
| Kata a squadre (dettagli)   | Giappone Saori Ishibashi Sae Taira Misaki Yabumoto | Spagna María López Lidia Rodríguez Raquel Roy | Italia Carola Casale Terryana D'Onofrio Michela Pezzetti |
| Kumite −50 kg (dettagli)    | Miho Miyahara (JPN)                                | Shara Hubrich (DEU)                           | Kateryna Kryva (UKR)                                     |
| Kumite −50 kg (dettagli)    | Miho Miyahara (JPN)                                | Shara Hubrich (DEU)                           | Yasmin Nasr Elgewily (EGY)                               |
| Kumite −55 kg (dettagli)    | Ahlam Youssef (EGY)                                | Trinity Allen (USA)                           | Ivet Goranova (BGR)                                      |
| Kumite −55 kg (dettagli)    | Ahlam Youssef (EGY)                                | Trinity Allen (USA)                           | Anna Chernysheva Russian Karate Federation               |
| Kumite −61 kg (dettagli)    | Jovana Preković (SRB)                              | Anita Serogina (UKR)                          | Lynn Snel (NLD)                                          |
| Kumite −61 kg (dettagli)    | Jovana Preković (SRB)                              | Anita Serogina (UKR)                          | Alexandra Grande (PER)                                   |
| Kumite −68 kg (dettagli)    | Irina Zaretska (AZE)                               | Silvia Semeraro (ITA)                         | Alizée Agier (FRA)                                       |
| Kumite −68 kg (dettagli)    | Irina Zaretska (AZE)                               | Silvia Semeraro (ITA)                         | Halyna Melnyk (UKR)                                      |
| Kumite +68 kg (dettagli)    | María Torres (ESP)                                 | Menna Shaaban Okila (EGY)                     | Sofya Berultseva (KAZ)                                   |
| Kumite +68 kg (dettagli)    | María Torres (ESP)                                 | Menna Shaaban Okila (EGY)                     | Lucija Lesjak (CRO)                                      |
| Kumite a squadre (dettagli) | Egitto                                             | Francia                                       | Colombia                                                 |
| Kumite a squadre (dettagli) | Egitto                                             | Francia                                       | Italia                                                   |

## Medagliere
| Posiz. | Nazione                   | Oro | Argento | Bronzo | Totale |
| ------ | ------------------------- | --- | ------- | ------ | ------ |
| 1      | Giappone                  | 4   | 1       | 2      | 7      |
| 2      | Egitto                    | 3   | 2       | 3      | 8      |
| 3      | Spagna                    | 2   | 3       | 0      | 5      |
| 4      | Italia                    | 1   | 3       | 5      | 9      |
| 5      | Francia                   | 1   | 1       | 2      | 4      |
| 6      | Serbia                    | 1   | 1       | 0      | 2      |
| 7      | Azerbaigian               | 1   | 0       | 2      | 3      |
| 8      | Brasile                   | 1   | 0       | 0      | 1      |
| 8      | Georgia                   | 1   | 0       | 0      | 1      |
| 8      | Uzbekistan                | 1   | 0       | 0      | 1      |
| 11     | Ucraina                   | 0   | 1       | 2      | 3      |
| 12     | Stati Uniti               | 0   | 1       | 1      | 2      |
| 13     | Cile                      | 0   | 1       | 0      | 1      |
| 13     | Germania                  | 0   | 1       | 0      | 1      |
| 13     | Macedonia del Nord        | 0   | 1       | 0      | 1      |
| 16     | Kazakistan                | 0   | 0       | 3      | 3      |
| 17     | Croazia                   | 0   | 0       | 2      | 2      |
| 17     | Russian Karate Federation | 0   | 0       | 2      | 2      |
| 17     | Turchia                   | 0   | 0       | 2      | 2      |
| 20     | Bulgaria                  | 0   | 0       | 1      | 1      |
| 20     | Colombia                  | 0   | 0       | 1      | 1      |
| 20     | Hong Kong                 | 0   | 0       | 1      | 1      |
| 20     | Marocco                   | 0   | 0       | 1      | 1      |
| 20     | Paesi Bassi               | 0   | 0       | 1      | 1      |
| 20     | Perù                      | 0   | 0       | 1      | 1      |
| Totale | Totale                    | 16  | 16      | 32     | 64     |